# Cosmardia
Cosmardia là một chi bướm đêm thuộc họ Gelechiidae.